# آدم فاولر
آدم فاولر مواليد 4 ديسمبر 1985 في باردوبيتسه، تشيكوسلوفاكيا، هو دراج تشيكي. شارك في دورة الألعاب الأولمبية الصيفية.